# 6836 Паранал
6836 Паранал (6836 Paranal) — астероїд головного поясу, відкритий 10 серпня 1994 року.
Тіссеранів параметр щодо Юпітера — 3,293.